# Quatre Sants Coronats
La designació de Quatre Sants Coronats o Quatre Màrtirs Coronats (en llatí Sancti Quatuor Coronati) es pot referir, de fet, a nou persones diferents, màrtirs, dividides en dos grups, venerats com a sants en les esglésies catòlica i ortodoxa:
1. Sever (o Secundi), Severià, Carpòfor i Victorí (o Victori), que formen el primer grup
2. Claudi, Castori, Simforià, Nicòstrat i Simplici, el grup segon.

Els noms dels membres són discutibles i han estat transmesos per la tradició, sense que pugui haver-hi la seguretat que fossin realment aquests. Eren anomenats "sants coronats" perquè els seus noms no eren, en principi, coneguts i perquè havien rebut la corona del martiri. Igualment, no hi ha cap prova que els fets narrats per les actes del martiri, d'altra banda tardanes, siguin versemblats. Probablement, la història s'elaborés per a explicar el nom de Quatuor Coronati que s'havia donat a un grup de màrtirs ("coronats" pel martiri) que, enterrats a les catacombes de Marcel·lí i Pere, hi rebien veneració. No se'n sabia res de l'origen ni de les circumstàncies del martiri.

## Primer grup
Els quatre sants del primer grup van ser martiritzats a Roma o Castra Albana, segons la llegenda. Segons la Passio Sancti Sebastianis, els quatre eren soldats (concretament cornicularii, o funcionaris a càrrec dels registres i arxiu del regiment) que van rebutjar fer sacrificis a Esculapi, essent executats llavors per orde de Dioclecià (284-305).
Els seus cossos van ser enterrats al cementiri dels Sants Marcel·lí i Pere, a la milla quarta de la Via Labicana, pel papa Melquíades I i sant Sebastià màrtir. En 850 es traslladaren a la cripta de l'església dels Quatre Sants Coronats, al Celi, en quatre sarcòfags antics. El cap d'un d'ells és a l'església de Santa Maria in Cosmedin, a Roma.

## Segon grup
Els membres del segon grup eren escultors de Sírmium i van ser morts a Pannònia. No van voler fer una estàtua d'un déu pagà per a Dioclecià ni oferir sacrificis als déus. L'emperador va ordenar tancar-los en caixes de plom i llençar-los al mar, cap al 287, o al riu Sava, segons altres versions, el 305. Simplici, que no era un dels escultors, va ser mort amb ells.

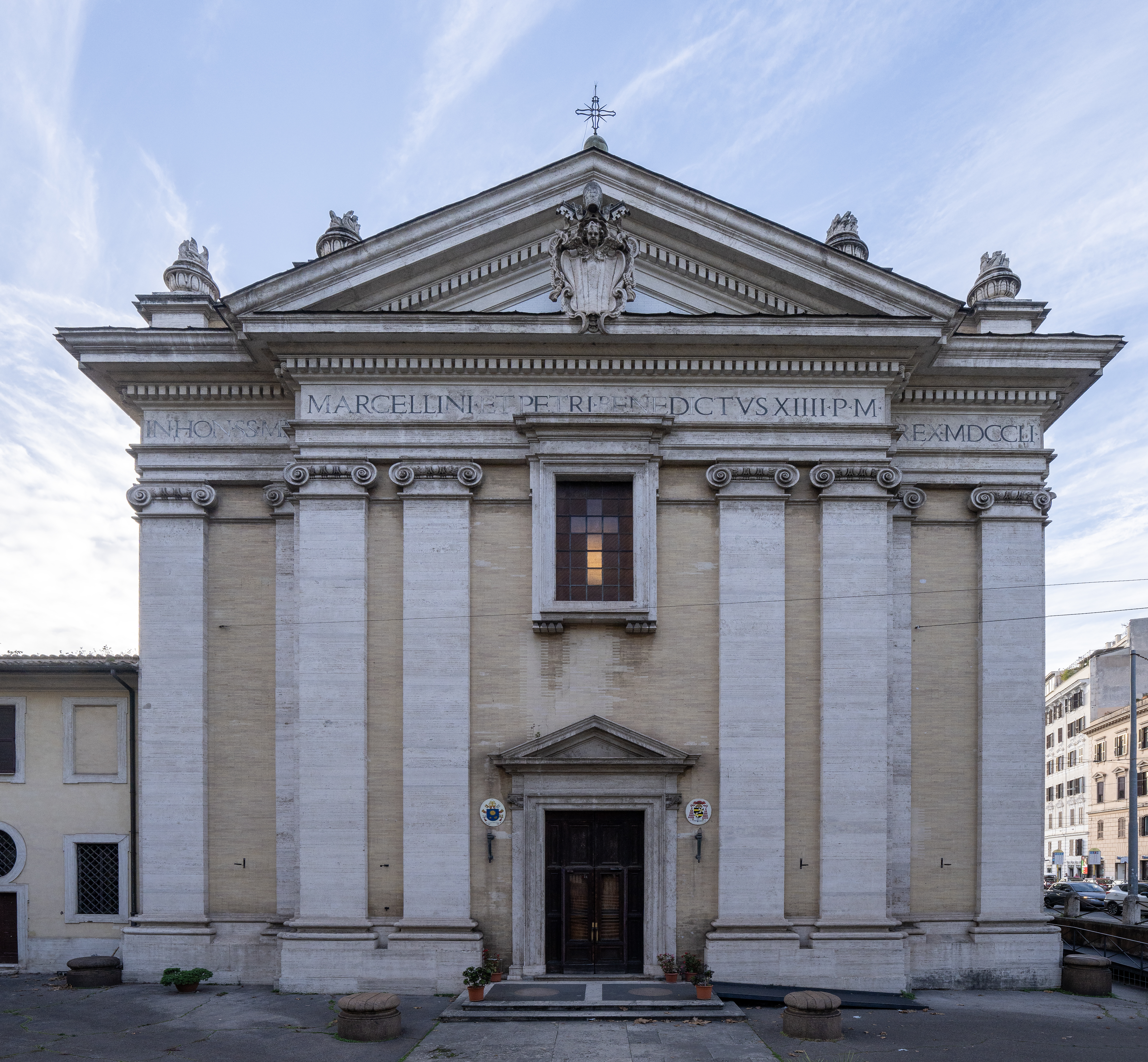
S. Marcellino e Pietro al Laterano (Roma), on hi hagué la primera tomba dels suposats sants
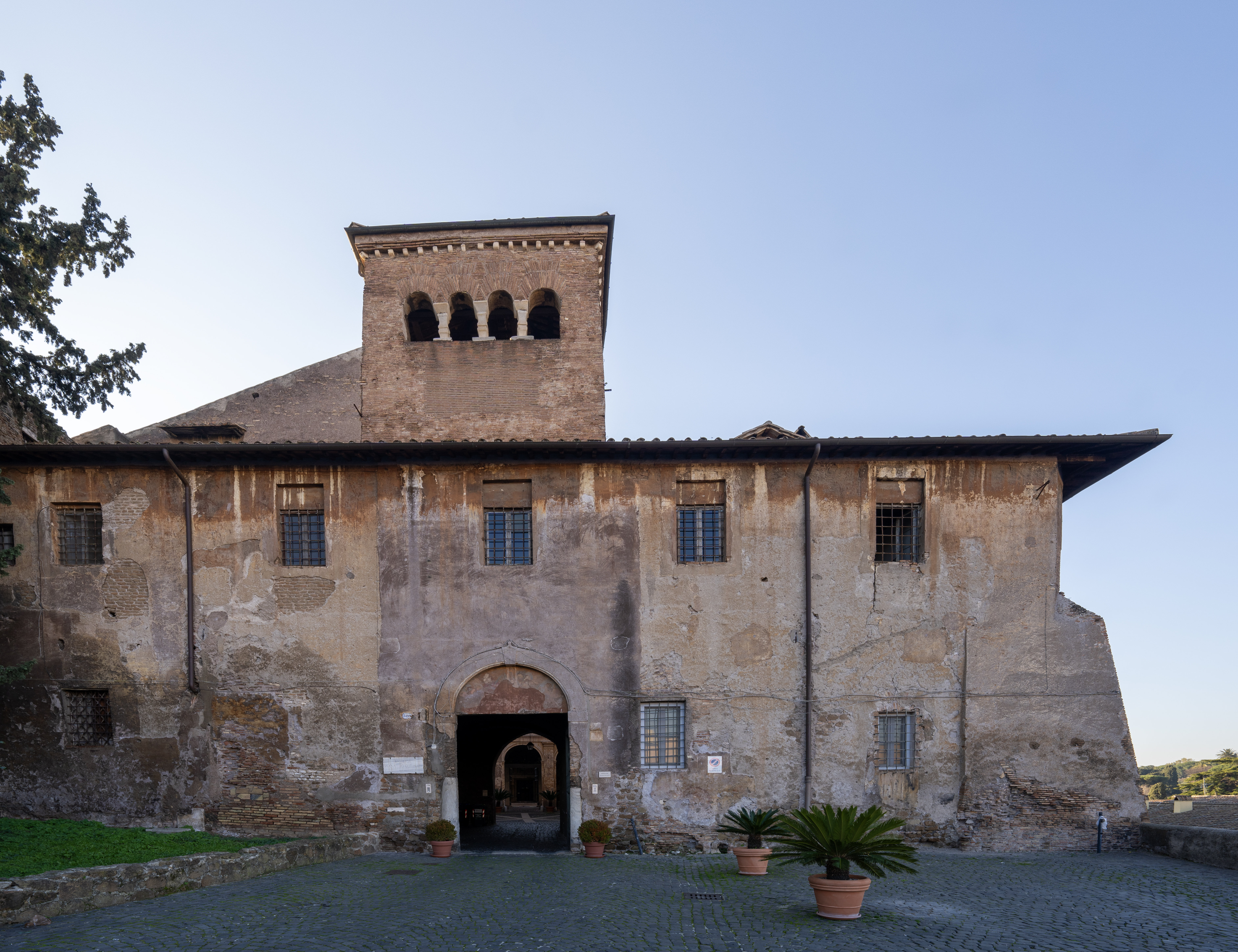
Basílica dels Santi Quattro Coronati, a Roma, lloc d'enterrament actual
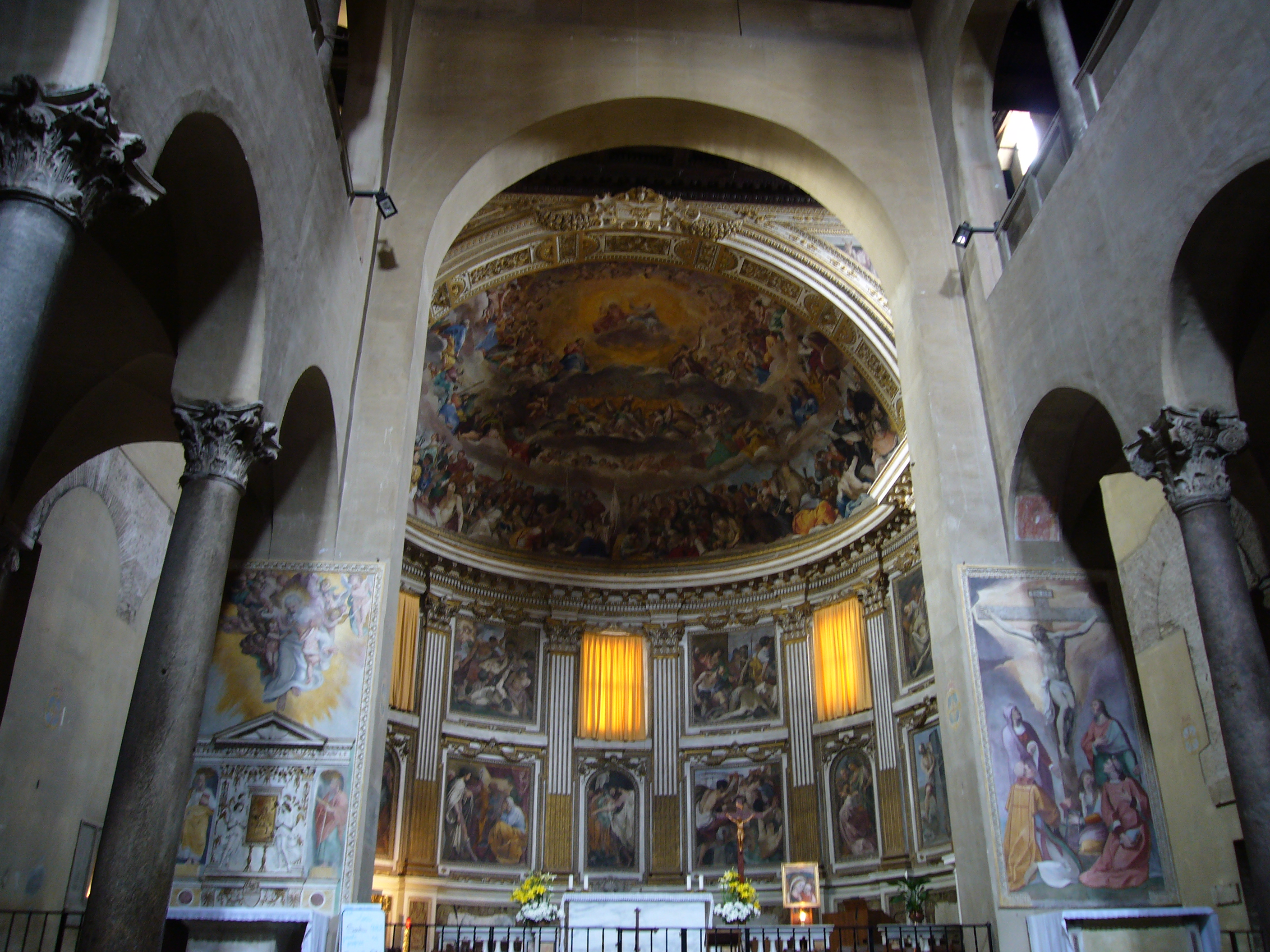
Interior de la basílica
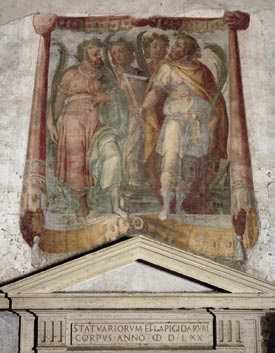
Capella de San Silvestro, a la basílica dels Quatre Sants de Roma, amb un fresc del segle xvi que els representa

## Veneració conjunta
Quan es van saber els noms dels màrtirs del primer grup, es va decretar que els dos grups fossin venerats conjuntament. Com que els dos grups havien estat morts un mateix dia, el 8 de novembre, els seus dies natalis coincidien i feia raonable la coincidència.
El Martirologi romà dona els escultors com a objecte de celebració el 8 de novembre i els màrtirs d'Albano com a celebrats el 8 d'agost, sense qüestionar-ne la historicitat.

### Basilica dels Santi Quattro Coronati
Entre els segles IV i v, es va aixecar una basílica a Roma en honor d'aquests màrtirs, al Mont Celi, probablement on la tradició volia que haguessin estat executats. És una de les esglésies titulars de Roma. En 850 s'hi traslladaren les restes dels màrtirs, les del primer grup des de S. Marcellino e Pietro, i s'hi reuniren també amb les restes dels màrtirs del segon grup.

## Confusió i historicitat dels dos grups

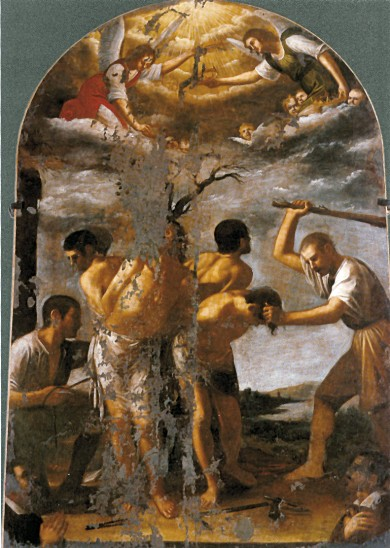
Pintura de Mario Minitti, ca. 1620, a S. Pietro dal Carmine (Siracusa), amb el martiri dels sants

S'ha discutit a bastament sobre la historicitat d'aquests màrtirs. Alban Butler creu que els del grup primer van prendre els noms d'un martirologi de la diòcesi d'Albano, que celebrava quatre màrtirs el 8 d'agost; aquests màrtirs eren enterrats a la catacumba d'Albano. La primera festivitat que el calendari romà marca per als sants coronats de Roma és, casualment, el 8 d'agost, la qual cosa podria indicar que s'hi referia, de fet, als d'Albano i va haver-hi una duplicació de personalitats.
Possiblement, la tradició romana del grup primer sigui una invenció posterior, d'un acta tardana que va voler conciliar la història dels màrtirs d'Albano i, com que al grup 2 hi ha cinc persones, adaptar-la al nom de "quatre coronats" que tenien els màrtirs de la Via Labicana. Es pot dir, doncs, que els màrtirs del grup 1 no van existir mai i són una llegenda hagiògrafica sense fonament històric.
Delehaye va determinar, en la mateixa línia, que només hi havia un grup de màrtirs reals: els escultors del segon grup, les relíquies dels quals van ser portades a Roma.